# Hjalmar Thedenius
Knut Hjalmar Thedenius, född 30 januari 1848 i Films socken, Uppsala län, död 9 februari 1928 i Karlskrona, var en svensk ingenjör och arkitekt. 
Thedenius blev elev vid Teknologiska institutet 1866 och avlade avgångsexamen 1869. Han var biträdande ingenjör vid byggandet av Älvkarleö–Skutskärs timmerflottningskanal samt av Skutskärs sågverk 1869–1870, biträdande ingenjör vid Stockholms stads hamnbyggnader 1871, utförde undersökningar för vattenbyggnader och järnvägar 1872, var byråingenjör vid Karlskrona–Växjö och Kalmar–Emmaboda Järnvägar 1873–1874, hamningenjör i Karlskrona 1875–1977 samt tillförordnad stadsingenjör och stadsarkitekt där 1876–1877 samt stadsingenjör och stadsarkitekt i Karlskrona 1877–1912.

## Verk i urval
- Aspö kyrka (1890, bearbetad av Axel Lindegren)
- Hasslö kyrka (1890)